# Степонас Кайрис
Степонас Кайрис (лит. Steponas Kairys; 3 січня 1879, Užunevėžiai біля Вількомира — 16 грудня 1964, Бруклін) — литовський інженер, політик-соціал-демократ. Один з підписантів акта про незалежність Литви від 1918 року, віцеспікер Сейму Литовської Республіки.

## Біографія
Закінчив Санкт-Петербурзький державний технологічний інститут, пізніше працював на залізничних роботах у районі Самари і Курська. Після повернення до Литви у 1912 році працював над водопроводами і міською каналізацією у Вільнюсі. З 1923 року навчався в каунаському Університеті Вітовта Великого — у 1940 році здобув ступінь доктора інженерії.
З молодих років займався політикою: у 1900 вступив до Соціал-демократичної партії Литви, був обраний до складу її центрального комітету. У 1905 році взяв участь в обговореннях віленського сейму як член його президіуму.
У 1917 році засідав у так званій віленській конференції, яка відрядила його до Таріби. 16 лютого 1918 року разом з дев'ятнадцятьма іншими членами ради підписав акт про незалежність Литви. Після обрання Міндовга II королем Литви, на знак протесту проти нового устрою держави, відмовився засідати в цьому комітеті.
У 1920 році обраний до Законодавчого Сейму Литви, пізніше був депутатом сеймів І, ІІ та ІІІ каденції (1922—1923, 1923—1926, 1926—1927). В результаті того, що лівоцентричні сили виграли у виборах у травні 1926 року, був обраний віце-спікером Сейму від Соціал-демократичної партії Литви. Після військового перевороту 17 грудня 1926 року перебував у опозиції проти режиму Антанаса Сметони.
У 1943 році став предводителем Верховного комітету визволення Литви (Vyriausiasis Lietuvos išlaisvinimo komitetas, VLIK). У 1945 році емігрував спочатку до Німеччини, потім до США.
Після здобуття Литвою незалежності у 1991 році похований на Петрашунському цвинтарі в Каунасі.